# NGC 3060
NGC 3060 este o galaxie spirală situată în constelația Leul. A fost descoperită în 14 ianuarie 1787 de către William Herschel. Se află la o distanță de 55,22 de megaparseci de Pământ.